# Georgios Theotokis

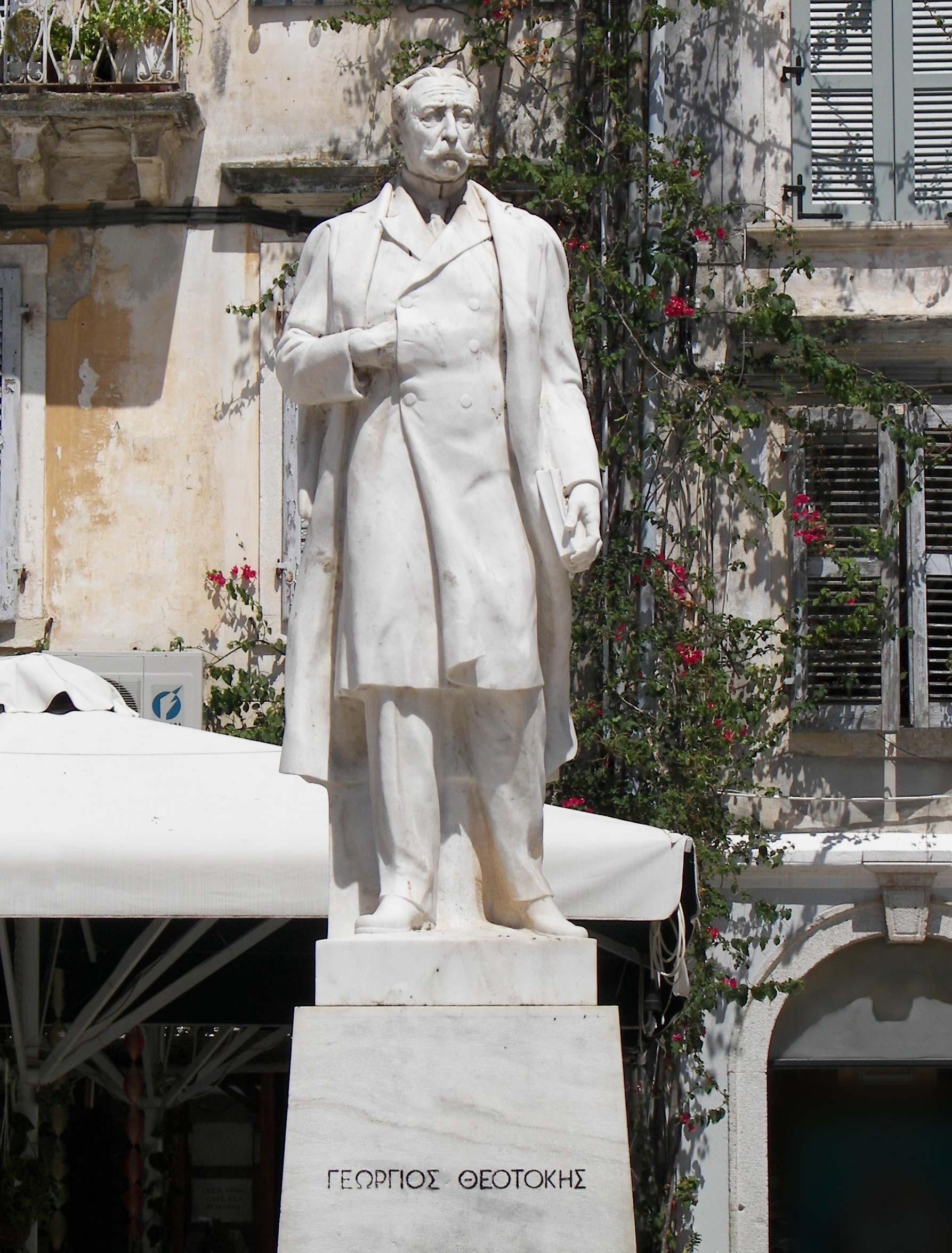
Statua di Theotokis a Corfù

Georgios Theotokis (in greco Γεώργιος Θεοτόκης, Geṓrgios Theotókīs) (Corfù, 1844 – 1916) è stato un politico greco, quattro volte primo ministro della Grecia.

## Biografia
Fu il terzo figlio di Nikolaos Andreas Theotokis di Corfù. Dopo essersi diplomato al liceo ionico, frequentò il corso di giurisprudenza all'Università ionica. Nel 1861, si laureò e si trasferì alla Sorbonne di Parigi per continuare gli studi.
Dopo il suo ritornò a Corfù, cominciò a lavorare come avvocato. Nel 1879 vinse le elezioni comunali e divenne sindaco con una percentuale di consensi pari al 65%. Nel 1883 venne rieletto, salvo abbandonare questa carica nel 1885, quando Charilaos Trikoupis lo invitò a diventare membro del Parlamento Ellenico, nelle file del Neoteristikon Komma (NK) o Partito Nuovo. Come sindaco, decise la costruzione del Teatro comunale di Corfù nel 1885.
Nel maggio 1886, Trikoupis lo nominò "Ministro degli affari navali"; durante questa carica, Theotokis commissionò la realizzazione di tre navi da battaglia, la Spetsai, l'Hydra e la Psara. Inoltre migliorò le condizioni della Marina greca, promuovendo un migliore allenamento e istituendo numerose accademie e scuole navali. In seguito, gli venne affidata la carica di "Ministro degli affari ecclesiastici e della pubblica istruzione". Con l'aiuto del professor Papamarkos, Theotokis propose al Parlamento una progressiva legislazione per incrementare l'istruzione in Grecia. La proposta di legge non passò, a causa dell'opposizione di Theodōros Dīligiannīs.
Tra il 1903 e il 1909, Theotokis divenne per tre volte Primo Ministro della Grecia. Durante questo periodo, modernizzò e rafforzò l'esercito, fornì alleanza ai macedoni, facendosi notare per la sua calma e la sua attenta politica estera, subito prima delle Guerre balcaniche.
Suo nipote, Giorgio Rallis lo criticò, a suo parere, per due gravi errori; sia per non essersi opposto all'invio delle truppe greche a Creta nel 1897, dove l'esercito ellenico subì una decisa sconfitta. Il secondo errore, secondo Rallis, fu il rifiuto di Theotokis di fungere da mediatore tra il principe Giorgio di Grecia e Eleutherios Venizelos durante il loro conflitto, evento che crebbe fino a portare allo scisma nazionale.

## Governi

### I governo, 14 aprile 1899 – 25 novembre 1901
- Primo ministro: Georgios Theotokis
- Ministro degli esteri: Athos Romanos
- Ministro degli Interni: Georgios Theotokis
- Ministro della Difesa: Konstantinos Koumoundouros
  - sostituito l'11 gennaio 1900 da Nikolaos Tsamandos
- Ministro dell'economia e delle finanze: Anargiros Simopoulos

### II governo, 27 giugno 1903 – 11 luglio 1903
- Primo ministro: Georgios Theotokis
- Ministro degli esteri: Georgios Theotokis
- Ministro degli Interni: Nikolaos Levidis
- Ministro della Difesa: Alexios Grivas
- Ministro dell'economia e delle finanze: Anargiros Simopoulos

### III governo, 19 dicembre 1903 – 29 dicembre 1904
- Primo ministro: Georgios Theotokis
- Ministro degli esteri: Athos Romanos
- Ministro degli Interni: Giorgios Theotokis
- Ministro della Difesa: Konstantinos Smolenskis
- Ministro dell'economia e delle finanze: Anargiros Simopoulos
  - sostituito il 10 ottobre 1904 da Nikolaos Kalogeropoulos

### IV governo, 21 dicembre, 1905 – 29 luglio, 1909
- Primo ministro: Georgios Theotokis
- Ministro degli esteri: Alexandros Skouzas
  - sostituito il 5 luglio 1908 da Giorgios Baltatzis
- Ministro degli Interni: Nikolaos Kalogeropoulos
- Ministro della Difesa: Georgios Theotokis
- Ministro dell'economia e delle finanze: Anargyros Simopoulos
  - sostituito l'8 gennaio 1908 da Nikolaos Kalogeropoulos
  - sostituito il 5 luglio 1908 da Dimitrios Gounaris
  - sostituito il 28 febbraio 1909 da Nikolaos Kalogeropoulos